# ユートピア (アルバム)
『ユートピア』は、松田聖子の通算7枚目のオリジナル・アルバム。1983年6月1日発売。発売元はCBS・ソニー。

## 背景
帯コピー：セイシェルの色にそまり、いま こころはあなたへのシンフォニー、聖子。
ヒットシングル「秘密の花園」、「天国のキッス」を含む全10曲。甲斐バンドの甲斐祥弘、上田知華が曲を初提供している。
LPおよびCTでは、A面に ″blue-island side″ 、B面に ″south-wind side″ とテーマが設けられている。
第25回日本レコード大賞 ベストアルバム賞受賞作品で、本作に収録の楽曲はベスト・アルバムにも収録される事も多い。
他の作品に収録されていない楽曲は「Bye-bye Playboy」のみ。
マスターテープの録音にはソニーのデジタルテープレコーダーPCM-3324が使用され、聖子のアルバム初となるデジタルレコーディング作。（後述のマスターサウンド盤、CDの箱オビ等には「DR」の表記がある）。現行のマスターにはアナログに落としたマスターが使われている可能性が高い。SACD化する際に『SUPREME』のみデジタル・マスターからのリマスター化の記述があった。それ以前の物は、PCM-3324が旧規格なため、比較的安全なアナログで保存と考えられた、と憶測できる、同じような作業はYMOにも見られる。
LPリリースから1ヵ月後の7月1日には、マスター・サウンド（当時のソニーが持てる技術を駆使した最高音質）仕様盤と、メタルポジション（TYPE IV）仕様の音楽テープ（ベースはこの当時ソニーから販売されていた同ポジション専用カセットテープ「METALLIC」相当）がそれぞれ発売された。
ジャケットは、「聖子ちゃんカット」のモデルとも言われるオリビア・ニュートン＝ジョンのアルバム「水のなかの妖精」のジャケット写真と酷似していることから、そのオマージュだと思われがちだが、実際はそうではない。
『Video Bible 〜Best Hits Video History〜』に収録されているインタビューで松田は、本アルバム収録曲の「マイアミ午前5時」や「セイシェルの夕陽」について、録音中にプロデューサーから「そんな歌い方では歌詞に出てくる土地の雰囲気が出ていない」とダメ出しされたエピソードを振り返っており、その時、松田はプロデューサーの意図をすぐには理解できず、そんな自分が悔しかったのだと言う。この時の苦労は今でもよく覚えていると語った。

## 収録曲

### レコード / CT
| 全作詞: 松本隆。 |                                   |           |            |          |      |
| #                | タイトル                          | 作詞      | 作曲       | 編曲     | 時間 |
| 1.               | 「ピーチ・シャーベット」          | 松本隆    | 杉真理     | 瀬尾一三 | 4:01 |
| 2.               | 「マイアミ午前5時」               | 松本隆    | 来生たかお | 大村雅朗 | 5:00 |
| 3.               | 「セイシェルの夕陽」              | 松本隆    | 大村雅朗   | 大村雅朗 | 4:20 |
| 4.               | 「小さなラブソング」(作詞: SEIKO) | 松本隆    | 財津和夫   | 瀬尾一三 | 4:30 |
| 5.               | 「天国のキッス」                  | 松本隆    | 細野晴臣   | 細野晴臣 | 4:02 |
| 合計時間:        | 合計時間:                         | 合計時間: | 合計時間:  | 21:53    |      |

| 全作詞: 松本隆。 |                        |           |           |            |      |
| #                | タイトル               | 作詞      | 作曲      | 編曲       | 時間 |
| 1.               | 「ハートをRock」       | 松本隆    | 甲斐祥弘  | 大村雅朗   | 4:45 |
| 2.               | 「Bye-bye playboy」    | 松本隆    | 財津和夫  | 大村雅朗   | 4:18 |
| 3.               | 「赤い靴のバレリーナ」 | 松本隆    | 甲斐祥弘  | 瀬尾一三   | 4:19 |
| 4.               | 「秘密の花園」         | 松本隆    | 呉田軽穂  | 松任谷正隆 | 3:33 |
| 5.               | 「メディテーション」   | 松本隆    | 上田知華  | 大村雅朗   | 3:54 |
| 合計時間:        | 合計時間:              | 合計時間: | 合計時間: | 20:49      |      |

## 楽曲解説

### blue-island side
1. ピーチ・シャーベット
ファンから「歌って」とリクエストされる事が多く、2006年暮れのカウントダウン･ライヴ（『SEIKO MATSUDA COUNT DOWN LIVE PARTY 2006-2007』）や2007年夏（『SEIKO MATSUDA CONCERT TOUR 2007 Baby's breath』）、2021年の40周年記念コンサートでも披露されて盛り上がった。
2. マイアミ午前5時
当初のタイトルは「水曜の午前5時」として制作を進行していたが、「セイシェルの夕陽」に合わせ海外へと舞台を移すこととなり、タイトルも変更となった[1]。また、構想の舞台は鎌倉と言われていたが、作詞者の松本隆が「海辺の三叉路」は葉山御用邸前交差点であったことを明らかにし、舞台が葉山であったことが判明した[2]。本曲と「セイシェルの夕陽」はレコーディングが難航し、見かねた大村雅朗が松田を気分転換させるため自家用車でドライヴに誘い出し、「普段食べに行けないだろうから、僕が買ってきてあげる」と、深夜に用賀のハンバーガー店に行ったという逸話がある。
『Another Side of Seiko 27』の投票では第14位にランクイン。
3. セイシェルの夕陽
「マイアミ午前5時」とともにアルバム・ナンバーの中ではベスト盤に収録される機会が比較的多く、90年代以降のライヴでも季節を問わず披露されるため、松田本人がお気に入りの曲である様子が窺い知れる。当初はA面（blue-island side）の5曲目に収録が予定されていた。
アナログ盤ではイントロの前の波の音のSEが現行CD音源より長めに収録されており、2025年2月現在、未CD化である。
『Another Side of Seiko 27』では第5位にランクイン。
53rdアルバム『SEIKO MATSUDA 2020』には、野崎洋一によるリアレンジを施した新録バージョン「セイシェルの夕陽 〜40th Anniversary〜」が収録された。
4. 小さなラブソング
初めて松田自身が作詞を手掛けた。
ベスト盤『Seiko・plaza』（1983.11.11）に封入されたクリスタル・レコードシングル「WITH YOU」のカップリング曲として、後に収録されている。
5. 天国のキッス
13枚目のシングルA面曲。

### south-wind side
1. ハートをRock
2007年暮れのカウントダウン・ライヴ（『SEIKO MATSUDA COUNT DOWN LIVE PARTY 2007-2008』）で披露。
『Another Side of Seiko 27』では第15位にランクイン。
作曲者の甲斐自身もセルフカバーをしている。
2. Bye-bye playboy
3. 赤い靴のバレリーナ
作曲者の甲斐が自身のアルバム『翼あるもの2』及び『ホームカミング KAI BOOTLEG SERIES Vol.1』でセルフカバーをしている。
4. 秘密の花園
12枚目のシングルA面曲。
5. メディテーション

## クレジット
- Producer & Director: M. Wakamatsu
- Assistant Director: H. Satoh
- Engineer: T. Suzuki
- Assistant Engineer: A. Saida
- Photographer: T. Mutoh
- Designer: M. Yamada
- Stylist: Y. Miyake
- Recording Date: March, April 1983
- Recording Place: CBS/SONY Shinanomachi Studio

1. ピーチ・シャーベット
Drums 島村英二 E.Bass 高水健司 E.Guitar 青山徹 F.Guitar 吉川忠英 Keyboards 国吉良一 山田秀俊 永田一郎 Percussions 斉藤ノヴ Strings 加藤絃楽グループ Chorus 瀬尾一三 浜田良美 香川喜章 広松美和子
2. マイアミ午前5時
Drums 島村英二 E.Bass 美久月千晴 E.Guitar 今剛 松原正樹 Keyboards 山田秀俊 Computer programmer 松武秀樹 Strings 加藤絃楽グループ Chorus 比山清
3. セイシェルの夕陽
Drums 島村英二 E.Bass 高水健司 E.Guitar 松原正樹 Keyboards 山田秀俊 Computer programmer 松武秀樹 Harp 山川恵子 Flugelhorns 数原晋 Strings 加藤絃楽グループ Chorus 山田秀俊 山川恵子
4. 小さなラブソング
Drums 島村英二 E.Bass 高水健司 E.Guitar 青山徹 F.Guitar 吉川忠英 Keyboards 国吉良一 山田秀俊 Percussions 斉藤ノブ Strings 加藤絃楽グループ
5. 天国のキッス
E.Bass 細野晴臣 E.Guitar 鈴木茂 Keyboards 細野晴臣 日向啓介 鈴木左衞子 Synthesizer 細野晴臣 Chorus バズ
6. ハートをRock
E.Guitar 松原正樹 Keyboards 山田秀俊 Computer programmer 松武秀樹 Harp 山川恵子 Strings 加藤絃楽グループ
7. Bye-bye playboy
Drums 島村英二 E.Bass 高水健司 E.Guitar 松原正樹 F.Guitar 笛吹利明 Keyboards 山田秀俊 Computer programmer 松武秀樹 Chorus 比山清
8. 赤い靴のバレリーナ
Drums 滝本季延 E.Bass 岡沢茂 E.Guitar 松原正樹 F.Guitar 吉川忠英 Keyboards 国吉良一 富樫春生 Percussions 斉藤ノブ Strings 加藤絃楽グループ Chorus 浜田良美 香川喜章 広松美和子
9. 秘密の花園
Drums 林立夫 E.Bass 岡沢茂 E.Guitar 松原正樹 F.Guitar 吉川忠英 Keyboards 松任谷正隆
Percussions 橋田政人 Harp 山川恵子 Trumpet 数原晋 Strings トマト絃楽グループ Chorus イブ
10. メディテーション
Drums 島村英二 E.Bass 高水健司 E.Guitar 松原正樹 F.Guitar 笛吹利明 Keyboards 山田秀俊 Computer programmer 松武秀樹 Strings 加藤絃楽グループ Chorus 木戸恭弘 山川恵子

## 関連作品
- ピーチ・シャーベット
  - Bible III
- マイアミ午前5時
  - Seiko Box
  - Bible
  - Bible II
  - Seaside 〜Summer Tales〜
  - SEIKO SUITE
  - Another Side of Seiko 27
  - Premium Diamond Bible
  - Diamond Bible
  - SEIKO STORY〜80's HITS COLLECTION〜
  - エトランゼ
  - SEIKO MEMORIES 〜Masaaki Omura Works〜
- セイシェルの夕陽
  - Seiko・plaza
  - Seiko・Town
  - Seiko Box
  - Bible
  - Seaside 〜Summer Tales〜
  - Ballad 〜20th Anniversary
  - SEIKO SUITE
  - Another Side of Seiko 27
  - Premium Diamond Bible
  - Diamond Bible
  - SEIKO STORY〜80's HITS COLLECTION〜
  - エトランゼ
  - SEIKO MEMORIES 〜Masaaki Omura Works〜
  - Seiko Matsuda 40th Anniversary Bible -blooming pink-
- セイシェルの夕陽 〜40th Anniversary〜
  - SEIKO MATSUDA 2020
- 小さなラブソング
  - Seiko・plaza
  - Seiko Matsuda Sweet Days
- 天国のキッス
  - 天国のキッス#関連作品を参照されたい
- ハートをRock
  - Seiko・plaza
  - Seiko Box
  - Another Side of Seiko 27
  - Premium Diamond Bible
- 赤い靴のバレリーナ
  - Seiko・Town
  - LOVE BALLADE
  - Bible
  - Seiko Matsuda Best Ballad
- 秘密の花園
  - 秘密の花園 (曲)#関連作品を参照されたい
- メディテーション
  - SEIKO MEMORIES 〜Masaaki Omura Works〜

## カバー
マイアミ午前5時
- 北岡夢子 - 自身通算7作目のシングルとして1991年6月21日に発売。カップリングは桜田淳子の「ミスティー」をカバー。
- 石川界人 - アルバム『VOICE〜声優たちが歌う松田聖子ソング〜 Male Edition』（2020年12月9日）に収録。